# Ludien
Stratigraphie
Cet article court présente un sujet plus développé dans : Priabonien.
Le Ludien est une subdivision de l'échelle des temps géologiques, équivalent à l'étage du Priabonien. Son stratotype est caractérisé par les marnes de Ludes près de Reims.
Cet étage défini dans le bassin sédimentaire de Paris ou subdivision ancienne correspondant à l'âge le plus récent de l'Éocène supérieure a été découvert par Ernest Mulnier-Chalmas et Albert de Lapparent en 1893, à Ludes près de Reims.
Au Ludien, le bassin géologique de Parisien commence à former une cuvette centrale à subsidence plus nette, envahie en partie par la mer, mais l'érosion des hauts plateaux à l'extrême-est de la France, situé au niveau des Vosges à la Forêt-Noire, est déjà vigoureuse et apporte des dépôts salins ou d'évaporites, repris aux couches de marnes irisées du Keuper, contenant en particulier des roches salines ou évaporites. 
On y trouve alors des calcaires à fossiles marins (huîtres, pholadomyes), et surtout des marnes et argiles, recelant des cristaux de gypse ou parfois des lentilles épaisses de roche gypseuse, venues des hautes terres orientales. Dans le sous-sol parisien on distingue les gypses ludiens et antéludiens, qui posent des problèmes différents de risque naturel (dissolution par les eaux d'infiltration).